# 1993-as Formula–1 európai nagydíj
Az európai nagydíj volt az 1993-as Formula–1 világbajnokság harmadik futama. 1993. április 11-én rendezték. Ez volt az egyetlen európai nagydíj a Donington Parkban. A 76 körös versenyt Ayrton Senna nyerte Damon Hill és Alain Prost előtt.
Senna futamgyőzelmét mint az egyik legnagyobbat tartják számon, különösen a rajtot követő manővereire tekintettel, ahol is egyetlen kör alatt négyet előzve az élre állt. A futamot 2020. április 5-én teljes egészében ismét leadta az M4 Sport, új kommentárral.

## Futam
Eredetileg Japánban, az Autopolis nevű pályán akartak tartani egy Ázsiai Nagydíj nevű futamot, de miután ezt nem sikerült megszervezni, nyolc év után az első Európai Nagydíjat rendezték meg helyette. A helyszín Donington Park lett, miután a tulajdonosai nem nyerték el a Brit Nagydíj rendezési jogát. A rendezvény főszponzora a SEGA lett, reklámjai a pályán és a versenyautókon is megjelentek.
Szinte az egész hétvégén esett az eső, csak az időmérő volt esőmentes, amelyen Prost szerezte meg a pole-t Hill, Schumacher, Senna, Wendlinger és Andretti előtt. JJ Lehto a boxutcából kellett, hogy elrajtoljon.
A szemerkélő eső mellett tartott rajtnál a 4. helyről induló Ayrton Senna még visszacsúszott az 5. helyre, de a kör végén már vezetett (egyetlen kör alatt megelőzte Schumachert, Karl Wendlingert, Hillt és Prostot). Andretti sorozatban harmadik versenyén is kiesett az első körben, miután ütközött Wendlingerrel. Barrichello remek rajtot vett, a 12. helyről feljött a 4. helyre.
A pálya elkezdett felszáradni, így mindenki kiállt slick gumikért. Lehto kiesett a 14. körben, majd hat körrel később Bergernek is fel kellett adnia. Ekkor ismét elkezdett esni az eső, és esőgumikért kellett beállnia a mezőnynek. Miközben Senna Fittipaldival csatázott, kitessékelte Blundellt a kavicságyba, ahol aztán ottragadt, s így véget ért számára a futam. Nem sokkal később Schumachernek is, aki rosszul választott gumit s ezért csúszott ki. De az eső nem tartott sokáig, a pálya ismét száradni kezdett, Senna pedig emiatt gondba került és közel 20 másodpercet vesztett előnyéből. De ekkor ismét rákezdett az eső, Senna viszont nem jött ki, mint a többiek, hanem kint maradt a slickeken (pontosabban kijött, de a csapat nem várta őt, így nem tudtak kereket cserélni). Ez végül jónak bizonyult, ugyanis az eső ismét elállt, a Williamseknek ki kellett állniuk, és Prost kerékcseréjét elrontották, ami miatt a 4. helyre zuhant vissza. Barrichello már a második helyen járt, ám egy újabb esős fázis ismét megkavarta a mezőnyt, és ő is kiesett. Már mindenki körhátránybán volt, de a száradó pályán Damon Hill gyorsabb volt Sennánál. A körét vissza tudta venni, de a brazilt már nem érte be. Senna a győzelem mellé a verseny leggyorsabb körét is megfutotta. Prost harmadik, Herbert negyedik lett a Lotusszal.
Senna négyszer, Prost hétszer állt ki kereket cserélni a futam során, a negyedik helyezett Johnny Herbert viszont mindössze egyszer. Hillt kivéve, aki több mint egyperces hátrányban futott be, mindenki kört kapott Sennától.
A futam után Senna egy brazil zászlót kért a közönség soraiból, de azt elsőre nem tudta megfogni és az beszorult az autó hátsó részébe. Győzelméért eredeti módon két díjat is kapott: a nagydíj névadó szponzora a SEGA volt, amely külön az alkalomra készíttetett egy Sonicot, a sündisznót ábrázóló kupát is a hagyományos serleg mellett. Erről a trófeáról egy időben elterjedt, hogy elveszett, de a McLaren közölte, hogy még mindig a birtokukban van. A pezsgőzés, szintén egyedi módon, a nagydíj nevére tekintettel az Örömóda taktusaira zajlott.
| Helyezés | #  | Versenyző            | Csapat/Motor          | Körök | Idő/Kiesés oka     | Rajthely | Pontszám |
| -------- | -- | -------------------- | --------------------- | ----- | ------------------ | -------- | -------- |
| 1        | 8  | Ayrton Senna         | McLaren-Ford          | 76    | 1:50:46,570        | 4        | 10       |
| 2        | 0  | Damon Hill           | Williams-Renault      | 76    | +1:23,199          | 2        | 6        |
| 3        | 2  | Alain Prost          | Williams-Renault      | 75    | +1 kör             | 1        | 4        |
| 4        | 12 | Johnny Herbert       | Lotus-Ford            | 75    | +1 kör             | 11       | 3        |
| 5        | 6  | Riccardo Patrese     | Benetton-Ford         | 74    | +2 kör             | 10       | 2        |
| 6        | 24 | Fabrizio Barbazza    | Minardi-Ford          | 74    | +2 kör             | 20       | 1        |
| 7        | 23 | Christian Fittipaldi | Minardi-Ford          | 73    | +3 kör             | 16       |          |
| 8        | 11 | Alessandro Zanardi   | Lotus-Ford            | 72    | +4 kör             | 13       |          |
| 9        | 20 | Érik Comas           | Larrousse-Lamborghini | 72    | +4 kör             | 17       |          |
| 10       | 14 | Rubens Barrichello   | Jordan-Hart           | 70    | Üzemanyag rendszer | 12       |          |
| 11       | 21 | Michele Alboreto     | Lola-Ferrari          | 70    | +6 kör             | 24       |          |
| Kiesett  | 9  | Derek Warwick        | Footwork-Mugen-Honda  | 66    | Váltó              | 14       |          |
| Kiesett  | 15 | Thierry Boutsen      | Jordan-Hart           | 61    | Gázadagoló         | 19       |          |
| Kiesett  | 4  | Andrea de Cesaris    | Tyrrell-Yamaha        | 55    | Váltó              | 25       |          |
| Kiesett  | 27 | Jean Alesi           | Ferrari               | 36    | Váltó              | 9        |          |
| Kiesett  | 10 | Szuzuki Aguri        | Footwork-Mugen-Honda  | 29    | Váltó              | 23       |          |
| Kiesett  | 19 | Philippe Alliot      | Larrousse-Lamborghini | 27    | Ütközés            | 15       |          |
| Kiesett  | 5  | Michael Schumacher   | Benetton-Ford         | 22    | Kicsúszás          | 3        |          |
| Kiesett  | 26 | Mark Blundell        | Ligier-Renault        | 20    | Kicsúszás          | 21       |          |
| Kiesett  | 28 | Gerhard Berger       | Ferrari               | 19    | Felfüggesztés      | 8        |          |
| Kiesett  | 30 | Jyrki Järvilehto     | Sauber                | 13    | Meghajtás          | 7        |          |
| Kiesett  | 3  | Katajama Ukjó        | Tyrrell-Yamaha        | 11    | Kuplung            | 18       |          |
| Kiesett  | 25 | Martin Brundle       | Ligier-Renault        | 7     | Kicsúszás          | 22       |          |
| Kiesett  | 29 | Karl Wendlinger      | Sauber                | 0     | Ütközés            | 5        |          |
| Kiesett  | 7  | Michael Andretti     | McLaren-Ford          | 0     | Ütközés            | 6        |          |
| NK       | 22 | Luca Badoer          | Lola-Ferrari          |       |                    |          |          |

## A világbajnokság élmezőnyének állása a verseny után
| H  | Versenyzők     | Pont | H  | Konstruktőrök    | Pont |
| -- | -------------- | ---- | -- | ---------------- | ---- |
| 1. | Ayrton Senna   | 26   | 1. | McLaren-Ford     | 26   |
| 2. | Alain Prost    | 14   | 2. | Williams-Renault | 26   |
| 3. | Damon Hill     | 12   | 3. | Lotus-Ford       | 7    |
| 4. | Mark Blundell  | 6    | 4. | Benetton-Ford    | 6    |
| 5. | Johnny Herbert | 6    | 5. | Ligier-Renault   | 6    |

## Statisztikák
Vezető helyen:
- Ayrton Senna: 71 (1-18 / 20-24 / 39-76)
- Alain Prost: 5 (19 / 35-38)

Ayrton Senna 38. győzelme, 19. leggyorsabb köre, Alain Prost 23. pole-pozíciója.
- McLaren 101. győzelme.